# Oberrieden (Schwaben)
Oberrieden település Németországban, azon belül Bajorországban. Lakosainak száma 1252 fő (2023. december 31.).

## Népesség
A település népessége az elmúlt években az alábbi módon változott:
| Lakosok száma | 713  | 947  | 741  | 1160 | 1237 | 1247 | 1228 | 1233 | 1222 | 1252 |
|               | 1875 | 1950 | 1975 | 1987 | 2012 | 2014 | 2016 | 2017 | 2021 | 2023 |